# Noordelijke Oeral

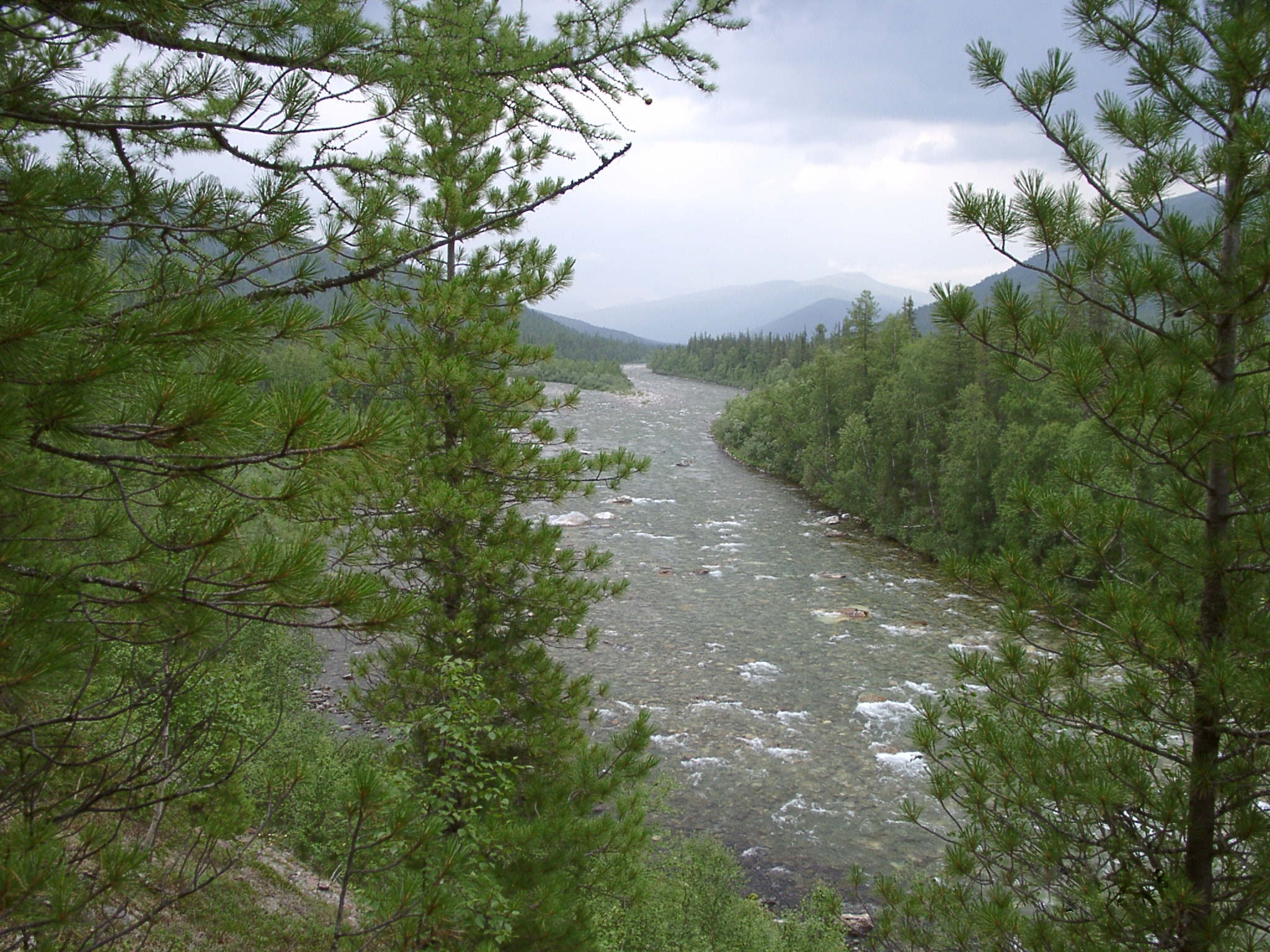
Rivier in de Noordelijke Oeral

De Noordelijke Oeral (Russisch: Северный Урал), historisch ook Wogoelse Oeral of Wogoelische Oeral (naar de oude naam voor de Mansen) genoemd, is een van de 5 geografische regio's van de Oeral en de zuidelijkste van de regio Oeral-Noord (Уральский Север) en het meest bereikbaar. Het ligt ten zuiden van de Subarctische Oeral, ten noorden van de Centrale Oeral, ten oosten van het Russisch Laagland en ten westen van het West-Siberisch Laagland. De Noordelijke Oeral heeft een oppervlakte van ongeveer 90.000 km², een lengte van 300 km en een breedte van 150 tot 250 km. Het is een zeer dunbevolkt en overwegend bergachtig gebied. Het westelijk gedeelte van het gebied is het hoogst en varieert gemiddeld tussen de 500 en 700 meter met pieken boven de 1300 meter. De hoogste pieken zijn de Konzjakovski Kamen (1569 meter), Kosvinski Kamen (1519 meter) en de Denezjkin Kamen (1493 meter).
Het gebied is dichtbebost met taigawouden en de rivierlopen van de Jajva, Kosva, Sjtsjoegora, Ilytsja en Noordelijke Sosva ontstaan in dit gebied uit een aantal zijrivieren en bronnen. De riviervalleien in het vlakke middengebied zijn voor een deel erg moerassig. Het gebied heeft een sterk landklimaat met zeer koude winters (december en januari: -50° tot -54° en in maart soms -45° tot -48°) en koele zomers (juli: 15° tot 17°).
Soms blijft ook midden in de zomer sneeuw op de hoogste toppen liggen. Ten westen van het gebergte zijn de zomers echter koeler en regenachtiger dan aan de oostzijde.
Er bevinden zich twee gletsjers in de Noordelijke Oeral, waarvan de Govoroechina de langste is met een lengte van 800 meter, een breedte van 500 meter en een oppervlakte van 0,18 km².